# Ardy Strüwer

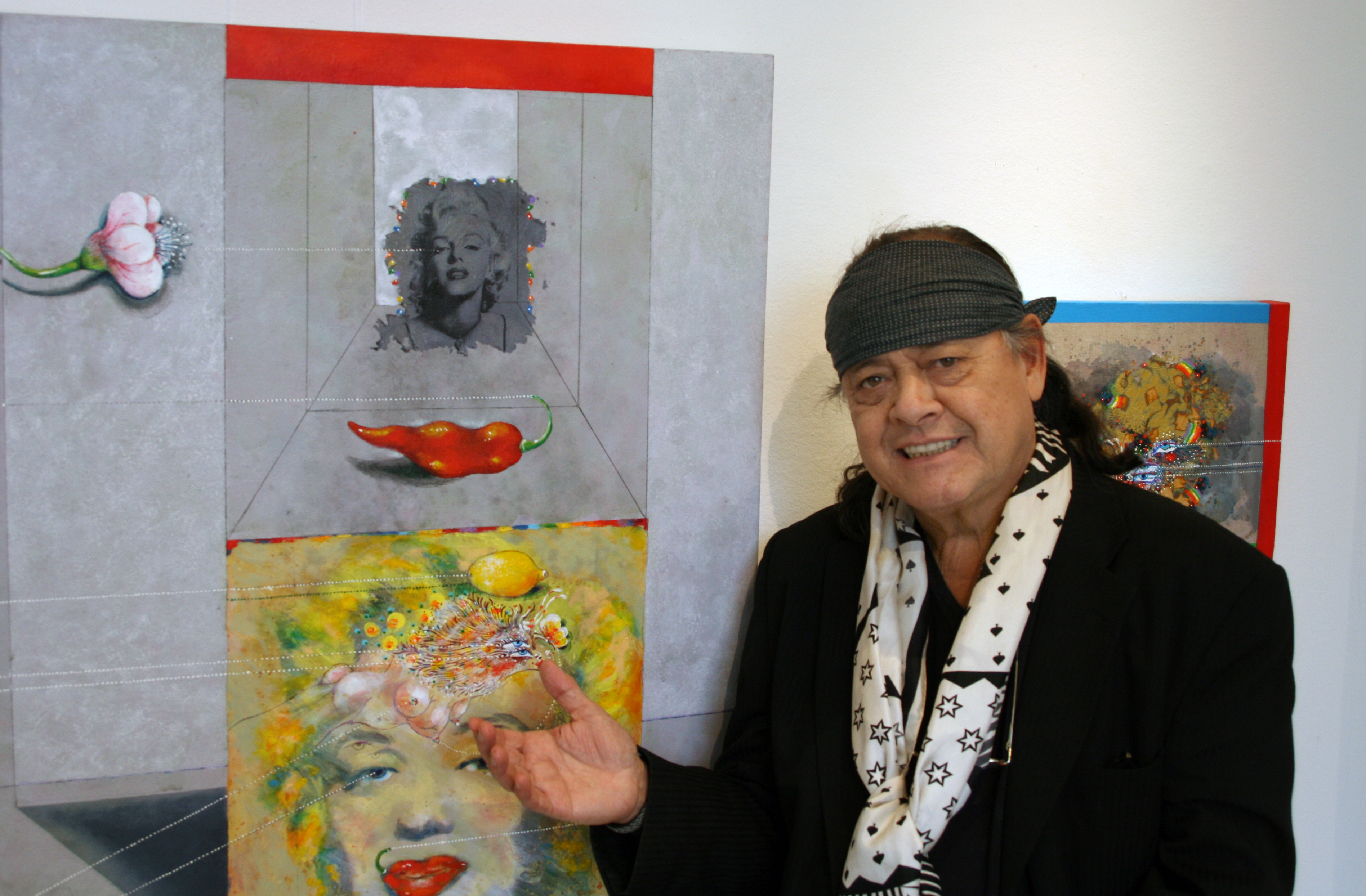
Ardy Strüwer 2010.

Ardy Strüwer, egentligen Eduard Arnaud Strüwer, född 11 maj 1939 i Batavia (sedan 1949 Jakarta), Java, Nederländska Indien (sedan 1945 Indonesien), död 6 juni 2023, var en indonesisk-nederländsk-svensk målare, tecknare, grafiker, komiker och manusförfattare.

## Biografi
Strüwer växte upp i Nederländska Indien/Indonesien och Holland och utbildade sig vid Kungliga Konsthögskolan i Haag och som gästelev vid Kungliga Konstakademiens grafiska avdelning i Stockholm. Han har bland annat arbetat och bott i Paris och i New York sedan 1980-talet.

### Konst
Strüwers konst, såväl måleri som litografi, kännetecknas av en färgstark expressivitet, inte sällan i surrealistisk stil, med kvinnan – som han ser som livets ursprung – och kvinnokroppen som återkommande motivbild; Strüwer har använt ord som "sensuell surrealism" och "postmodern flower power" vid beskrivningen av den. Hans konst finns representerad i flera privata samlingar och offentliga museer, som Peter Stuyvesant Collection, Moderna museet i Stockholm och Gemeente museum i Haag. Under början av 2000-talet vann Strüwer även popularitet som glaskonstnär.

### TV
Under 1960- och 1970-talen blev Strüwer ett känt namn i svensk television, bland annat tillsammans med Lasse Åberg; de två gjorde 1975 humorprogrammet "Lösnäsan". Strüwer och Åberg var påtänkta för huvudrollerna i Fem myror är fler än fyra elefanter men ersattes av Magnus Härenstam och Brasse Brännström.

### Fotboll
Strüwer spelade i ungdomen fotboll på elitnivå i holländska FC Den Haag.

### Familj
Han var 1960–1966 gift med premiärdansösen Astrid Strüwer. Åren 1967–2007 var han gift med Gunnela (född Sterner, 1941), med vilken han fick dottern Ardina (född 1966) och två söner.
Ardy Strüwer är begravd på Lidingö kyrkogård.

## Filmografi
- 1966 – Oj oj oj eller Sången om den eldröda hummern
- 1967 – Kanariehunden (kortfilm) [21]
- 1968 – Lejonsommar
- 1988 – SOS – en segelsällskapsresa

## Diskografi
- 1968 - ARDY, the painter of love - PREGNANT RAINBOWS FOR COLOURBLIND DREAMERS [22][23]
- 1973 - Ardy&Lasses Öronpaj [24]
- 2004 - Jazz Chez Ardy [25]